# Irish Open 1907
Die Irish Open 1907 waren die sechste Austragung dieser internationalen Meisterschaften von Irland im Badminton. Bei dieser Auflage wurden nur vier Disziplinen ausgetragen, auf die Ausspielung des Dameneinzels wurde verzichtet.

## Finalresultate
| Disziplin    | Sieger                          | Finalist                       | Ergebnis         |
| ------------ | ------------------------------- | ------------------------------ | ---------------- |
| Herreneinzel | Arthur Cave                     | Norman Wood                    | 3–15, 15–8, 15–6 |
| Herrendoppel | Blayney Hamilton Thomas D. Good | Hugh Comyn George Alan Thomas  | 15–9, 15–6       |
| Damendoppel  | Hazel Hogarth Mary K. Bateman   | Margaret Larminie Meriel Lucas | 17–14, 15–11     |
| Mixed        | Norman Wood Hazel Hogarth       | Hugh Comyn Dorothy Cundall     | 15–5, 15–9       |